# Stephen Mann
Stephen Mann (* 1. April 1955 in Leeds) ist ein britischer Chemiker (Anorganische Chemie), bekannt für biomimetische Synthese.
Mann studierte am University of Manchester Institute of Science and Technology (UMIST) mit dem Bachelor-Abschluss und wurde 1982 an der Universität Oxford in Anorganischer Chemie bei Robert Williams promoviert. Als Post-Doktorand war er Junior Research Fellow am Keble College in Oxford. Er war 1990 bis 1998 Professor für Chemie an der University of Bath, an der er ab 1984 Junior Lecturer war, und danach an der University of Bristol. Er ist Direktor des Centre for Organized Matter Chemistry und des Centre for Protolife Research der Universität Bristol und Principal am Bristol Centre for Functional Nanomaterials.
2009 war er Gastprofessor am College de France, 2011 an der Harvard University, 1988 am Weizmann-Institut (bei Lia Addadi, Steve Weiner) und 1993/94 an der University of California, Santa Barbara (bei Dan Morse, Galen Stucky).
Er ist ein Pionier auf dem Gebiet der Chemie biomimetischer Materialien, befasst sich mit Biomineralisation und biologisch inspirierter Synthese und Selbstzusammenbau funktionaler Nanostrukturen, darunter auch Vorformen von Zellen mit Forschung über den Ursprung des Lebens.
Von ihm stammen rund 480 wissenschaftliche Arbeiten (2015) und er gehört zu den hochzitierten Wissenschaftlern.
Er war 1993 Mitgründer der Firma Protein Magnetics.
2016 erhielt er die Davy-Medaille und 2011 den De Gennes Preis und den französisch-britischen Preis der französischen chemischen Gesellschaft. Er ist Fellow der Royal Society (2003). 1998 erhielt er den Humboldt-Forschungspreis, 2006 den Wolfson Research Merit Award der Royal Society und 1993 die Cordan-Morgan-Medaille der Royal Society of Chemistry, deren Joseph Chatt Medal er 2007 erhielt und deren Fellow er seit 1996 ist. 2011 erhielt er einen Advanced Grant des European Research Council. 2020 wurde er zum Mitglied der Academia Europaea gewählt.

## Schriften
Bücher:
- Biomimetic materials chemistry, Wiley 1995
- Biomineralization: principles and concepts in bioinorganic materials chemistry, Oxford UP 2001

Einige Aufsätze:
- Molecular recognition in biomineralization, Nature, Band 332, 1988, S. 119–124
- mit F. C. Meldrum, B. R. Heywood: Magnetoferritin: in vitro synthesis of a novel magnetic protein, Science, Band 257, 1992, S. 522–523
- mit  Douglas D. Archibald, Jon M. Didymus, Trevor Douglas, Brigid R. Heywood, Fiona C. Meldrum, Nicholas J. Reeves: Crystallization at inorganic-organic interfaces: biominerals and biomimetic synthesis, Science, Band 261, 1993, S. 1286–1292
- Molecular tectonics in biomineralization and biomimetic materials chemistry, Nature, Band 365, 1993, S. 499–505
- mit D. Walsh: Fabrication of hollow porous shells of calcium carbonate from self-organizing media, Nature, Band 377, 1995, S. 320–323
- mit Geoffrey Ozin: Synthesis of inorganic materials with complex form, Nature, Band 382, 1996, S. 313–318
- mit M. Li, H. Schnablegger: Coupled synthesis and self-assembly of nanoparticles to give structures with controlled organization, Nature, Band 402, 1999, S. 393–395
- mit W. Shenton, T. Douglas, M. Young, G. Stubbs: Inorganic–organic nanotube composites from template mineralization of tobacco mosaic virus, Advanced Materials, Band 11, 1999, S. 253–256
- The chemistry of form, Angewandte Chemie, Int. Edition, Band 39, 2000, S. 3392–3406
- mit C.J. Johnson, E. Dujardin, S.A. Davis, C.J. Murphy: Growth and form of gold nanorods prepared by seed-mediated, surfactant-directed synthesis, Journal of Materials Chemistry, Band 12, 2002, S. 1765–1770
- mit E. Dujardin: Bio-inspired materials chemistry, Advanced Materials, Band 14, 2002, S. 775
- mit H. Cölfen: Higher-order organization by mesoscale self-assembly and transformation of hybrid nanostructures, Angewandte Chemie, Int. Edition, Band 42, 2003, S. 2350–2365
- Self-assembly and transformation of hybrid nano-objects and nanostructures under equilibrium and non-equilibrium conditions, Nature materials, Band 8, 2009, S. 781–792
- mit Alicja Dzieciol: Designs for life. Protocell models in the laboratory, Chem. Soc. Rev., Band 41, 2012, S. 79–85
- The Origins of life: old problems, new chemistries, Angewandte Chemie, Internat. Edition, Band 52, 2013, S. 155–162, pdf
- mit T.-Y. Dora Tang, Rohaida Che C. Hak, Alexander J. Thompson, Marina K. Kuimova, D. S. Williams, Adam W. Perriman: Fatty acid membrane assembly on coacervate microdroplets as a step towards a hybrid protocell model, Nature Chemistry, Band 6, 2014, S. 527–533.